# Michiel de Ruyter
Michiel Andriaenszoon de Ruyter (c. 1607-1676). Almirante neerlandés. Participó a las órdenes de Tromp en la primera guerra anglo-neerlandesa (1652-1654). Después de intervenir a favor de Dinamarca en la pugna sueco-danesa por la posesión de los estrechos bálticos, combatió de nuevo a la marina inglesa (1664-1667). Vencedor en la batalla de los Cuatro Días (1666), realizó una audaz incursión por el Támesis (Ataque de Medway) que obligó a Inglaterra a firmar la Paz de Breda (1667). Durante la guerra franco-neerlandesa fue herido mortalmente por la flota francesa en las costas sicilianas.

## Biografía
Michiel Adriaenszoon nació el 24 de marzo de 1607 en Flesinga (Zelanda), en el seno de una humilde familia. Su relación con el mar provenía de su padre, quien había sido marinero.
Fue el cuarto de once hijos y desde pequeño demostró un alto espíritu emprendedor y ambición. Años después él mismo señalaba que “no era bueno para nada excepto para el mar”.
A los once años (1618) se alistó en un barco como contramaestre. La mayor de los siguientes treinta y dos años los pasó en la marina mercante, aunque en 1622 se enroló voluntario en el ejército como artillero, pero a los pocos meses regresó a la marina mercante.
Durante su experiencia como marinero fue herido en la cabeza y hecho prisionero por corsarios españoles en el golfo de Vizcaya. Pudo escapar de sus captores con otros dos marineros y regresó a casa por tierra, atravesando Francia.
En 1631 se casó con la hija de un granjero llamada Maayke Velders. El matrimonio duró poco, hasta finales del año, cuando Maayke murió después de dar a luz a una hija, que siguió a su madre en la muerte tres semanas después.
Utilizó por primera vez el nombre “Ruyter” en 1633 y luego añadió el “de” tomando este nombre porque su abuelo materno había servido en el ejército como ruiter.
Por aplicación, buena conducta y coraje fue ascendiendo hasta llegar a ser capitán de su propio barco. Su experiencia náutica incluía la experiencia en balleneros (1633-1635) y una brevemente actuación como corsario (1637).  
El 1 de julio de 1636 se casó por segunda vez. Su esposa fue Neeltje Engels y en 1637 dio a Michiel su primer hijo, Adriaen, quien moriría en 1655.
En diciembre de 1640 Portugal se rebeló contra la Monarquía Hispánica y los Estados Generales de las Provincias Unidas enviaron veinte barcos para apoyar a los rebeldes. El barco de De Ruyter fue contratado para tomar parte de la expedición y él mismo fue puesto al mando como almirante de la pequeña flota.
La única acción destacable de la misión fue la interceptación de una flota española que cargaba plata y un encuentro inconcluso en el cabo de San Vicente contra una flota española superior. Pronto surgieron conflictos entre las Provincias Unidas y Portugal en las colonias por lo que la escuadra que mandaba De Ruyter regresó en 1642 y él decidió reintegrarse a la marina mercante. En 1650 la esposa de De Ruyter murió inesperadamente. 

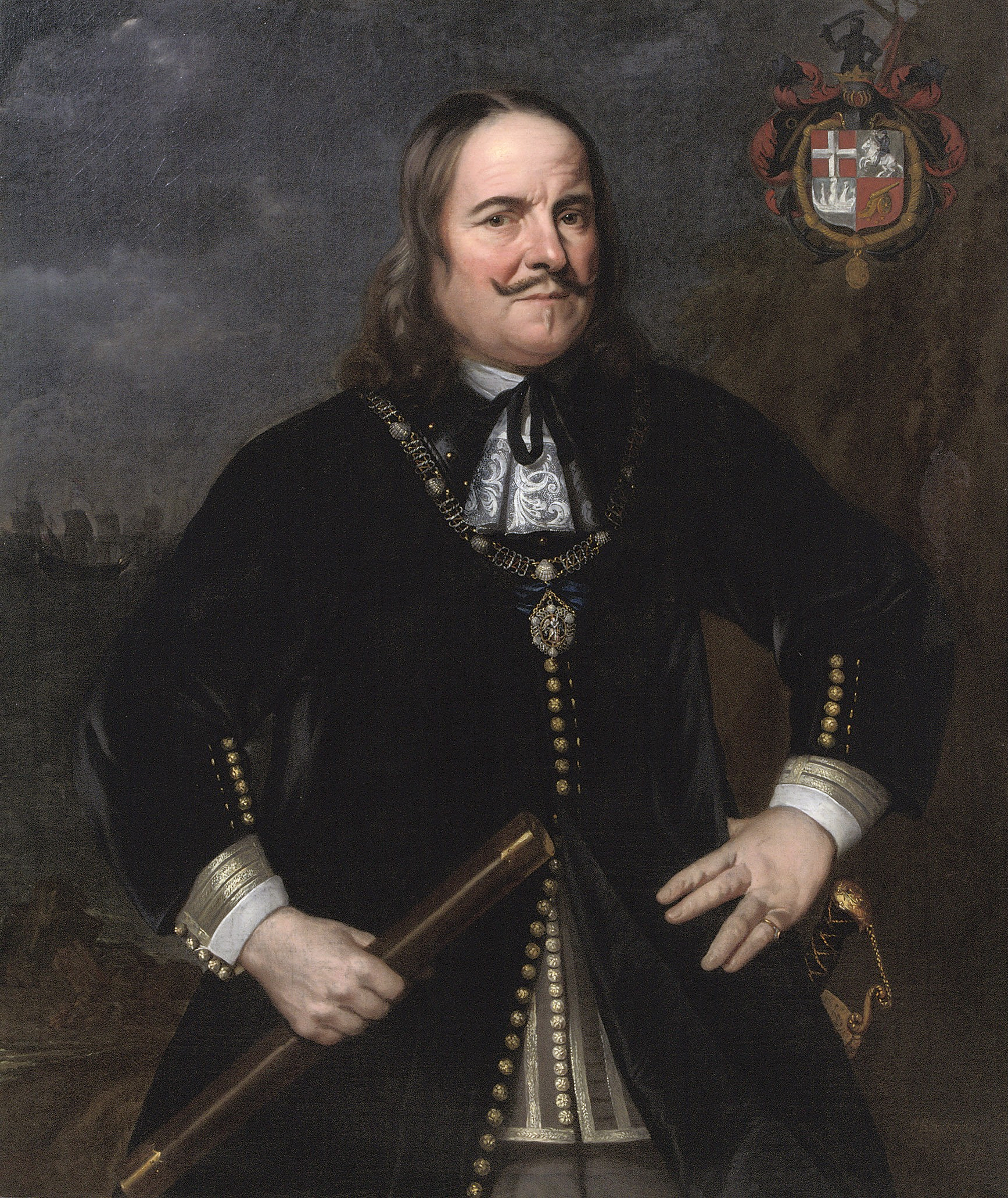
Michiel de Ruyter. Obra de Hendrick Berckman.

El 8 de enero de 1652 se casó con la viuda Anna van Gelder Michiel y tras haber recaudado una pequeña fortuna pensó retirarse y vivir de las rentas. Sin embargo los acontecimientos se precipitarían y forzarían su regreso a la armada.
El año anterior, Inglaterra había firmado la Primera Acta de Navegación, que discriminaba las exportaciones neerlandesas. Entre ambas naciones surgió una rivalidad que finalmente hizo que estallaran las hostilidades en el verano de 1652.
Las Provincias Unidas decidieron crear una gran armada y reclutar a todos los marineros capaces. De Ruyter rechazó la primera propuesta de la que fue objeto, porque ya poseía planes de futuro, pero se le urgió a replantearse la cuestión apelando al patriotismo.

### Primera guerra anglo-neerlandesa
Finalmente Michiel de Ruyter fue convencido y nombrado vicecomodoro, por lo que debía prestar asistencia al vicealmirante Witte de With en su escuadrón de la flota que comandaba Maarten Harpertszoon Tromp.

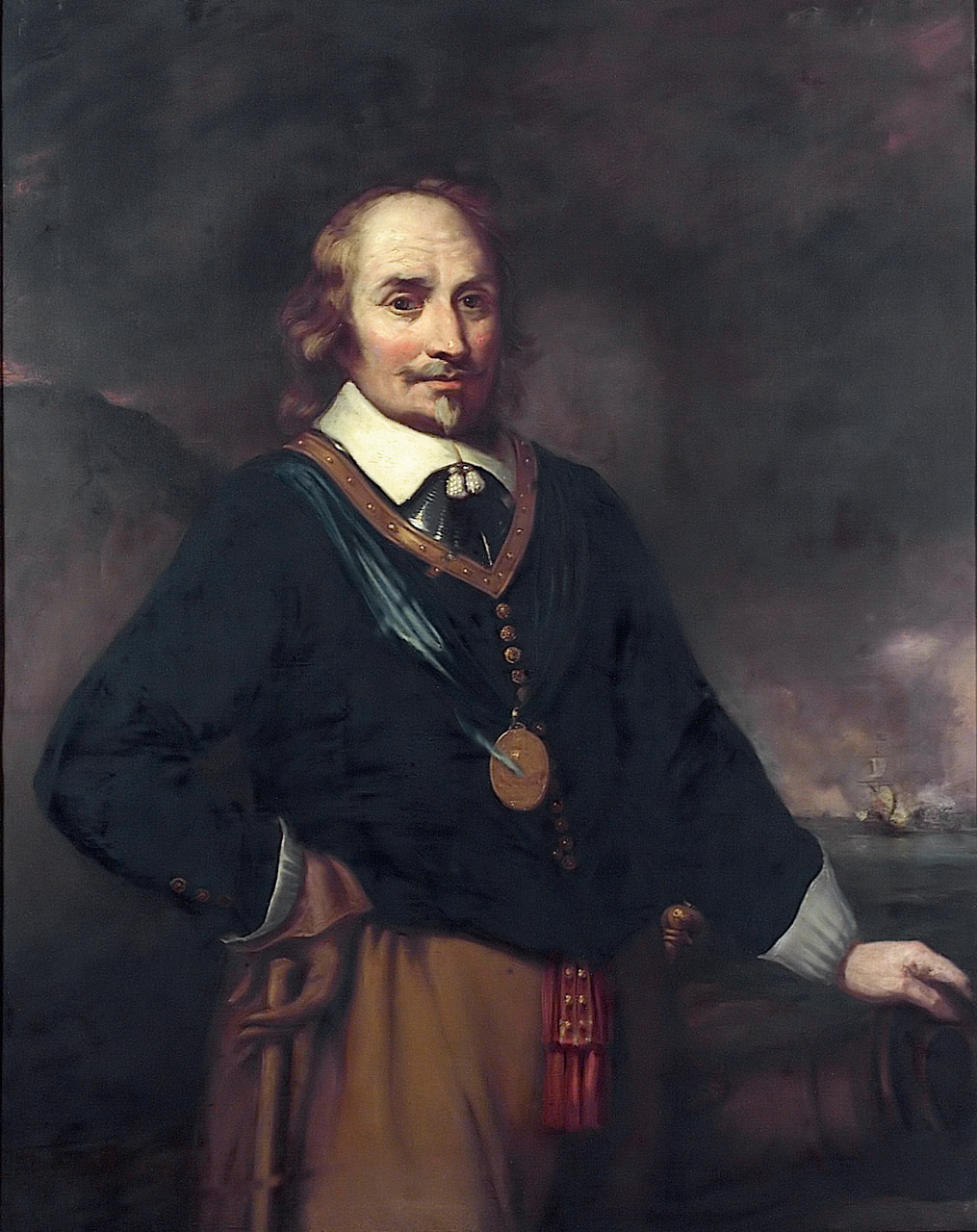
Maarten Harpertszoon Tromp. Obra de Jan Lievens.

Su primer contacto con la flota inglesa tuvo lugar el 26 de agosto de 1652 en la batalla de Plymouth cuando el convoy que él escoltaba fue atacado por una flota inglesa comandada por George Ayscue. La batalla terminó con su victoria y destruyó parte de la flota enemiga.
En 1653 participó en tres batallas en las que ocupó la retaguardia de la flota neerlandesa. La batalla de los Tres Días (28 de febrero al 2 de marzo), la batalla de Gabbard (12-13 de junio) y la batalla de Scheveningen (8-10 de agosto) en la que Tromp encontró la muerte. Esta fue la última batalla de la guerra ya que poco después se firmó el Tratado de Westminster que ponía fin a la guerra.

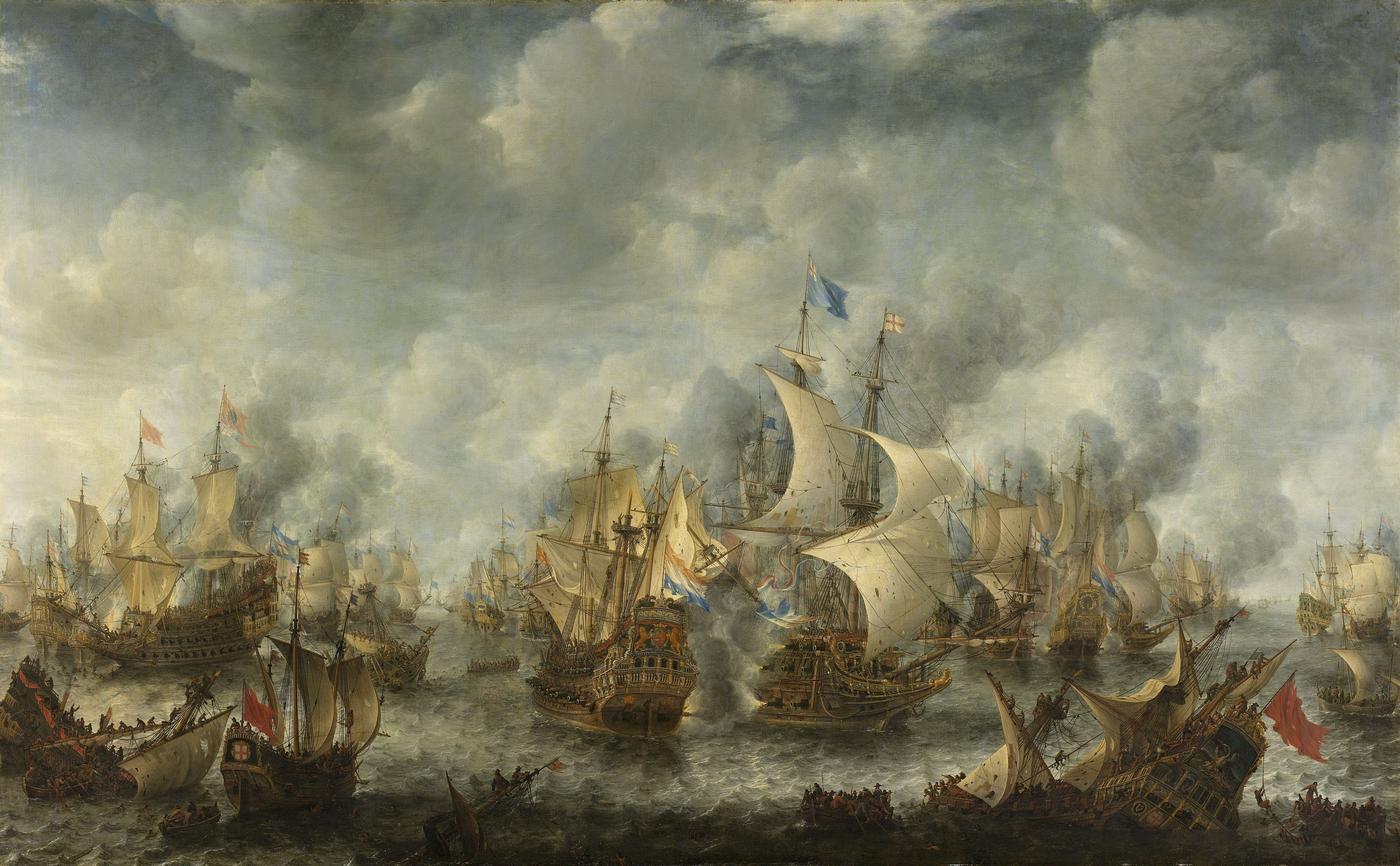
Batalla de Scheveningen. Obra de Jan Lievens.

El 11 de noviembre de 1653 fue nombrado vicealmirante por el Almirantazgo de Ámsterdam. Los siguientes años los pasó navegando en expediciones por el mar Báltico, el Atlántico Norte y el Mediterráneo en apoyo a los intereses de las Provincias Unidas. En 1660 recibió un título de nobleza danés como recompensa por la ayuda en la captura de la isla de Fionia a los suecos.

### Segunda guerra anglo-neerlandesa
Ante la recuperación de las Provincias Unidas tras la derrota en la primera guerra anglo-neerlandesa, Carlos II de Inglaterra decidió disputar la supremacía comercial neerlandesa por medio de las armas y ordenó atacar las posesiones coloniales neerlandesas sin declaración de guerra. Esta acción provocó que en enero de 1665 las Provincias Unidas declararan la guerra a Inglaterra.

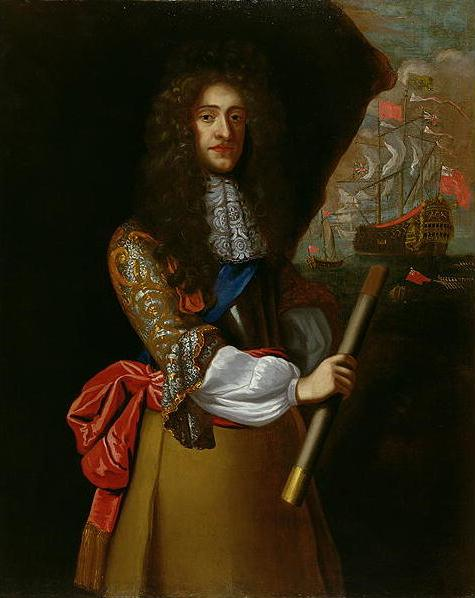
Jacobo, duque de York. Obra de John Baptist de Medina.

La primera acción de la guerra fue la batalla de Lowestoft (13 de junio de 1665) que terminó con la derrota de la flota neerlandesa comandada por van Wassenaer Obdam quien decidió enfrentarse a una flota inglesa superior comandada por el duque de York, posteriormente  Jacobo II de Inglaterra. La flota neerlandesa perdió en esta batalla 17 barcos y 4000 hombres (entre los que se encontraban el almirante y el segundo al mando, Egbert Meussen Cortanaer) mientras que los ingleses perdieron solo un barco y 800 hombres.
Michiel de Ruyter estaba ausente durante la batalla ya que antes de comenzar la guerra se había embarcado en una expedición que le llevaba por el Mediterráneo, América y África. Llegó a Delfzijl el 6 de agosto y fue recibido como el salvador que debía defender a su patria.
El 11 de agosto de 1665 fue ascendido a Teniente Almirante de la Flota de las Provincias Unidas y nombrado Comandante en Jefe de la Armada. Su primera acción fue escoltar a un convoy de la Compañía de las Indias Orientales que partió desde Bergen, para lo que se posicionó en el estuario del Támesis para salvaguardar la flota mercante.

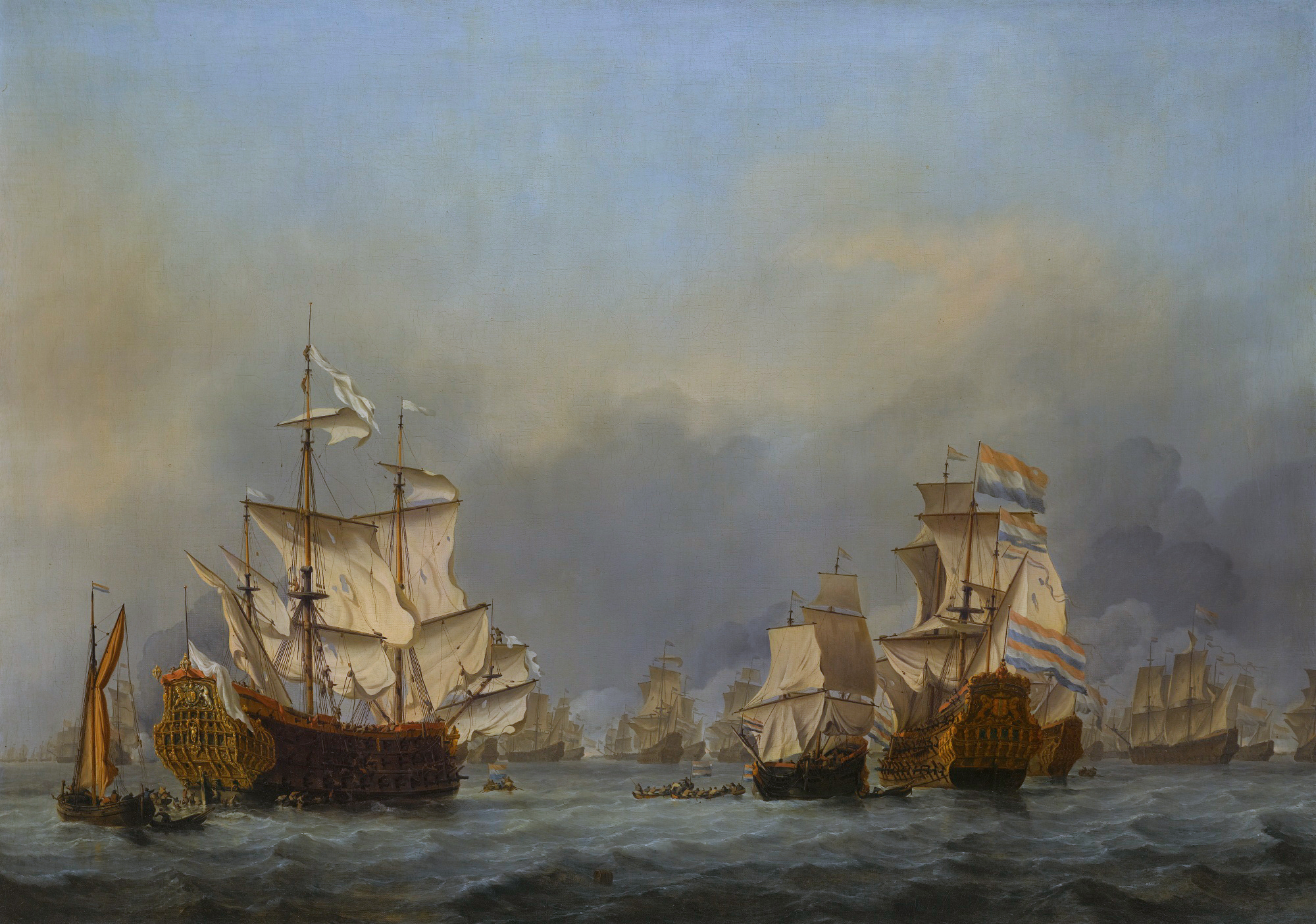
Batalla de los Cuatro Días. Obra de Willem van de Velde el Joven.

En 1666 se enfrentó por primera vez a la armada inglesa como comandante en jefe en la batalla de los Cuatro Días (11-14 de junio de 1666) donde derrotó a una armada dirigida por George Monck y el príncipe Ruperto del Rin. En esta batalla la flota neerlandesa destruyó 17 barcos ingleses y causó 8000 bajas a costa de perder 6 barcos y 2000 hombres.
Los ingleses rápidamente armaron otra flota y se volvieron a enfrentar a la armada de Michiel de Ruyter en la batalla de los Dos Días (4-5 de agosto de 1666). En esta ocasión de Ruyter fue derrotado pero solo perdió 2 barcos. La circunstancia fue aprovechada por la flota inglesa que poco después quemó 150 barcos mercantes neerlandeses.

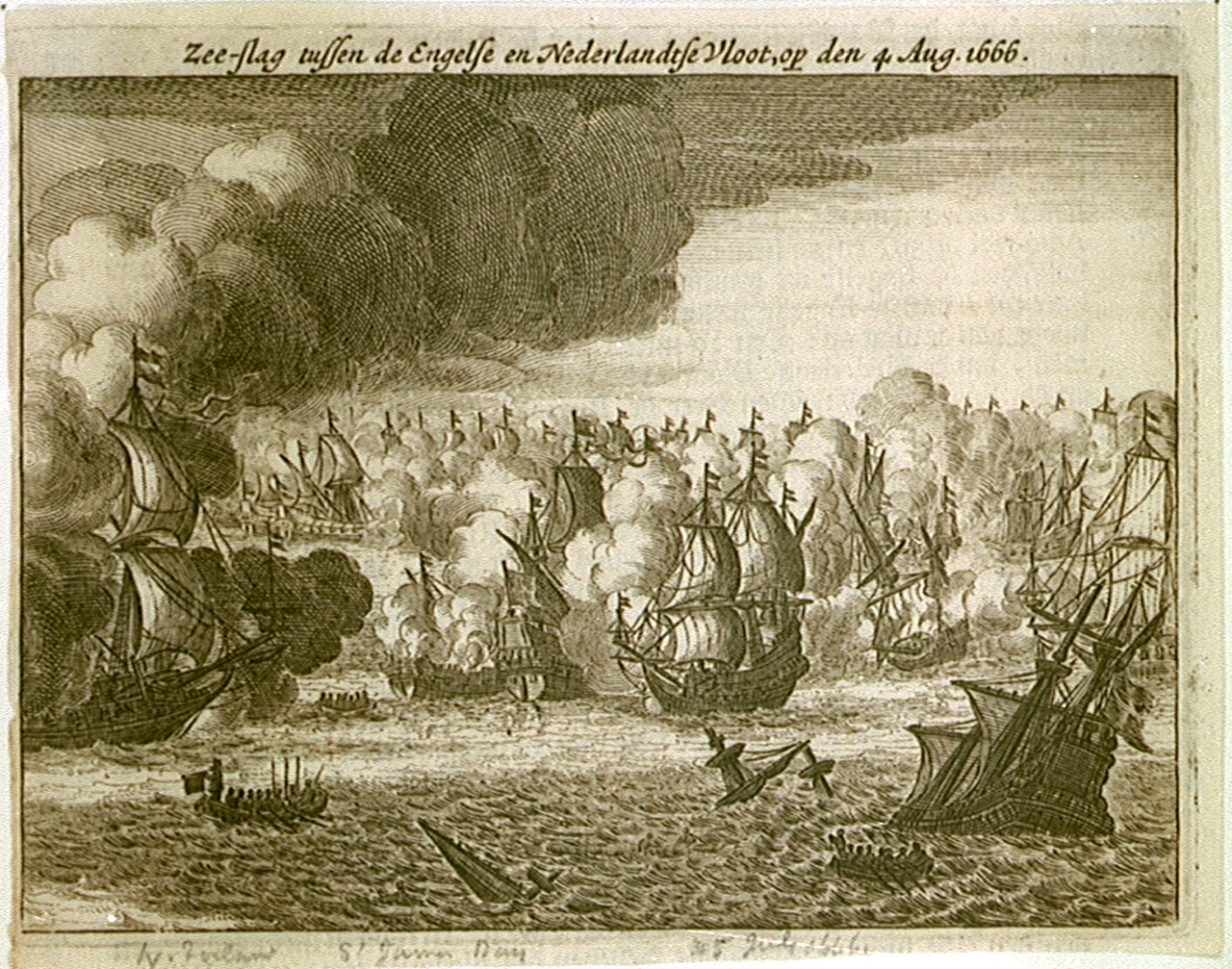
Batalla de los Dos Días

De Ruyter regresó al mar buscando el encuentro con la flota enemiga pero la llegada del invierno hizo que la flota tuviera que regresar a puerto.
Para la siguiente campaña, Michiel de Ruyter consiguió reunir en Texel 24 navíos de línea, 20 veleros pequeños y 15 brulotes, y partió con esta flota en junio de 1667. Cornelis de Witt acompañó a la flota como representante de los Estados Generales.
El 20 de junio capturó el fuerte de Sheerness en el estuario del río Medway. Los neerlandeses decidieron remontar río arriba, quemando ocho navíos de guerra ingleses y capturando al “Royal Charles”, el navío insignia de la flota inglesa. Esta acción resultó ser un brillante golpe que tuvo unos rápidos efectos. En Londres el pánico se apoderó de la población, que exigió la firma de la paz.
Durante las semanas siguientes la flota neerlandesa mantuvo el bloqueo en el estuario del río Támesis. Tras un ataque infructuoso contra el fuerte Landguard, cerca de Harwich (10-13 de julio), Michiel de Ruyter dividió sus fuerzas en dos. Una parte, bajo el mando de Aert Jansse van Nes se ocupó de mantener el bloqueo del Támesis mientras De Ruyter se introdujo en el río haciendo a la población revivir el pánico.

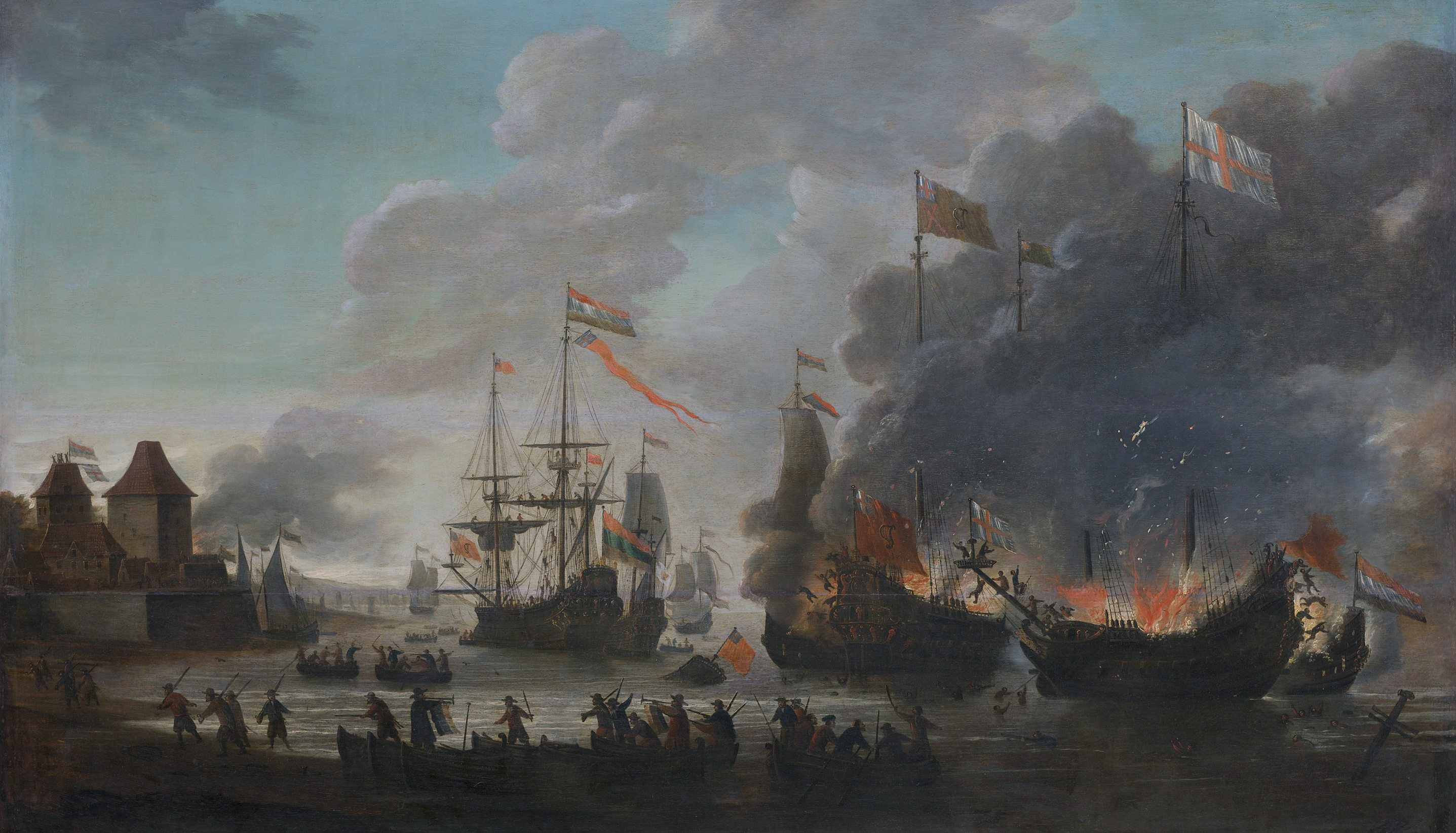
Ataque de Medway. Obra de Jan van Leyden.

A finales de agosto, cuando todavía se encontraba en el río, De Ruyter se enteró de la firma del Tratado de Breda por el que se ponía final a la guerra con unos términos favorables a las Provincias Unidas.

### Tercera guerra anglo-neerlandesa
En 1670 Luis XIV de Francia concluyó en secreto un tratado con Carlos II de Inglaterra para atacar a las Provincias Unidas.

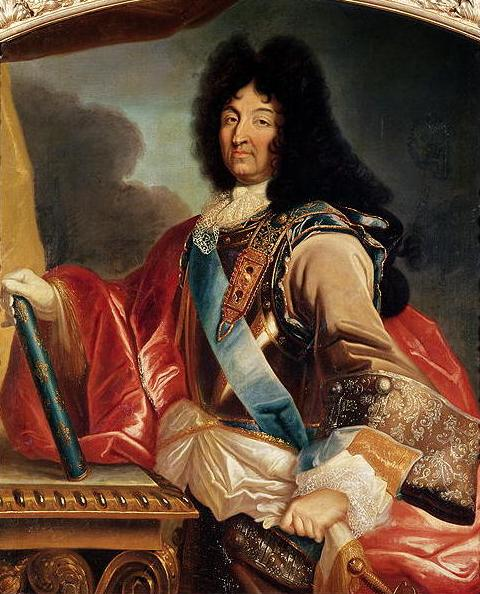
Luis XIV de Francia. Obra de Pierre Mignard.

Luis XIV inició la ofensiva en mayo de 1672, tras conseguir el apoyo de los príncipes de Colonia y Münster.. La ofensiva francesa fue fulgurante y solo la apertura de los diques pudo detener el avance invasor.
Michiel de Ruyter fue puesto al mando de la flota de las Provincias Unidas. Tuvo que esperar para golpear la flota anglo-francesa, numéricamente superior, que estaba puesta bajo el mando del duque de York, posteriormente  Jacobo II de Inglaterra y del vicealmirante Jean d´Estrées, segundo conde de D´Estrées.
La ocasión de plantear batalla se le presentó cuando la flota enemiga se encontraba anclada en Solebay, en la costa de Suffolk. La flota anglo-francesa estaba formada por 150 veleros, incluidos 71 barcos de línea. De Ruyter aprovechó la sorpresa y atacó en la mañana del 7 de junio a barlovento, con 130 barcos, incluyendo 62 de línea. El anochecer detuvo la batalla de Solebay, en la que los neerlandeses infligieron duras pérdidas a los anglo-franceses.

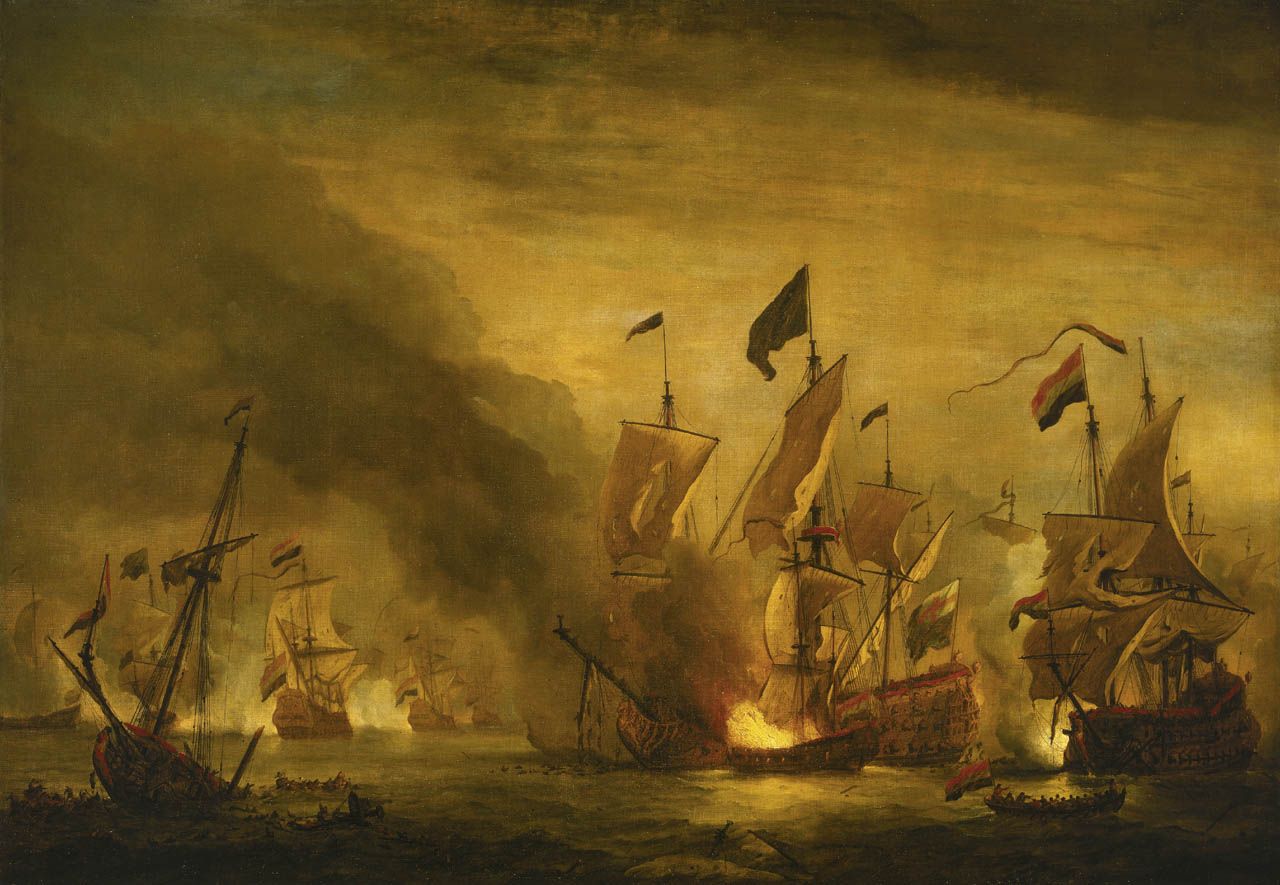
Batalla de Solebay. Obra de Willem van de Velde el Joven.

A pesar de esta victoria, De Ruyter tuvo que mantenerse a la defensiva ya un tercio del destacamento de soldados que poseía la flota tuvo que destinarse a tierra debido a las dificultades que presentaba la lucha contra los franceses.
La flota anglo-francesa se mantuvo en el mar hasta junio intentando interceptar los convoyes neerlandeses y Michiel de Ruyter comandó las defensas marítimas de Ámsterdam. Con la llegada de la primavera regresó al mar.
En mayo de 1673 Michiel de Ruyter navegó hacia el Támesis con el objetivo de bloquear el río y evitar la unión de la flota inglesa con la francesa. La flota con la que contaba era pequeña y estaba compuesta por 31 navíos de línea, 20 fragatas, 18 brulotes y diversos pequeños barcos. La salida al mar de una gran flota inglesa que rompió el bloqueo hizo cancelar todas las operaciones planeadas.
Tras este contratiempo, De Ruyter decidió reunir su flota en Schooneveld, cerca de Flesinga, situado entre los bajíos de Zelanda y los bancos de arena flamencos. La flota se fortaleció con la llegada de 7 veleros desde Ámsterdam.
La flota anglo-francesa, compuesta por 100 veleros, 76 de ellos barcos de línea, se dirigió hacia la flota neerlandesa con la intención de acabar con ella.

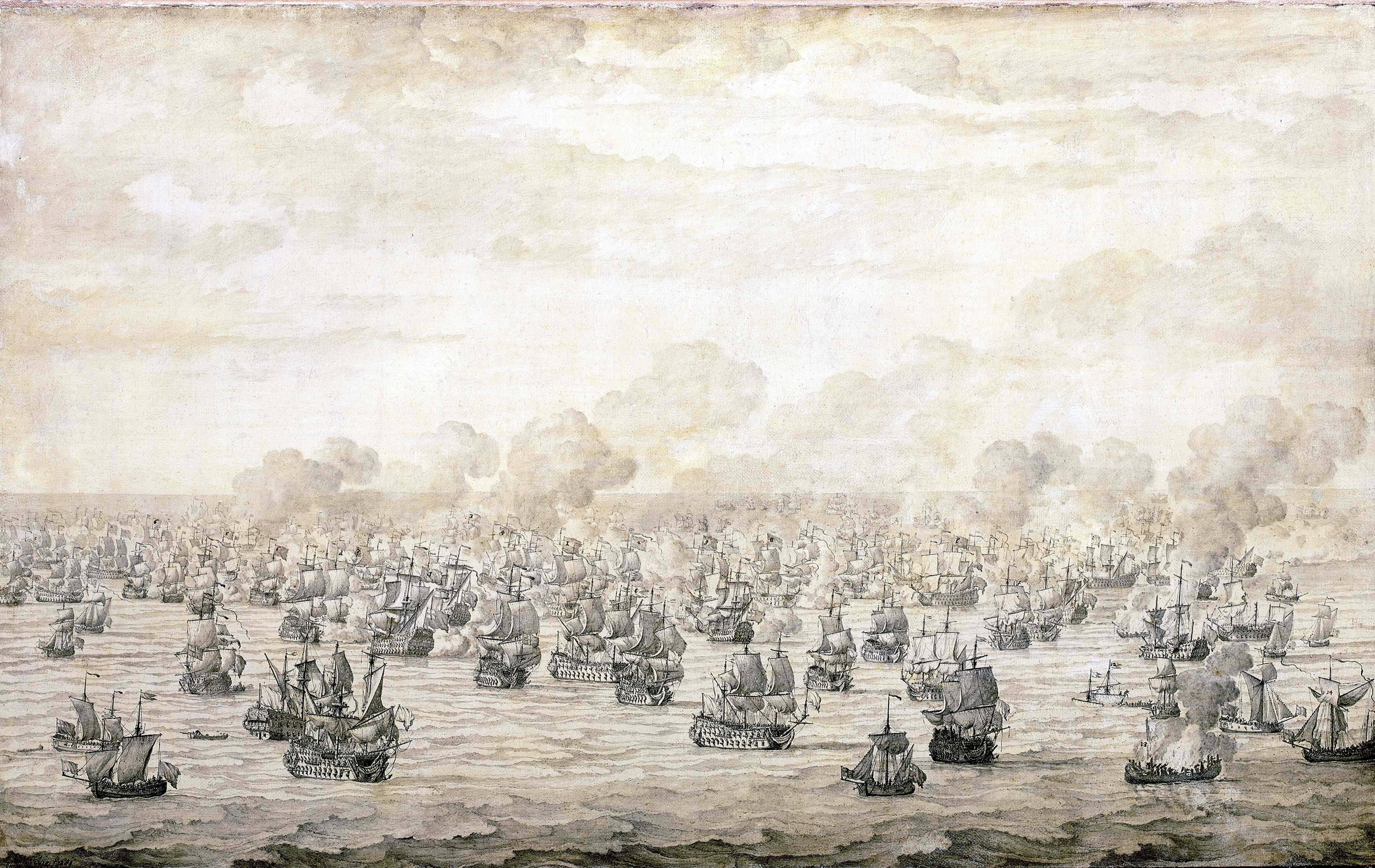
Primera Batalla de Schooneveld. Obra de Willem van de Velde el Viejo.

El 7 de junio de 1673 tuvo lugar la primera batalla de Schoolneveld. Michiel de Ruyter fue capaz de romper la línea de la flota francesa pero la batalla no terminó con una victoria decisiva aunque la flota neerlandesa mejoró su situación y la flota anglo-francesa se vio más comprometida, lejos de sus bases de aprovisionamiento y con el viento en contra que no le dejaba regresar al este.
Durante la noche la flota de las Provincias Unidas arregló los desperfectos de los barcos y a la mañana siguiente De Ruyter preparó un nuevo ataque, pero un cambio en la dirección del viento hizo inviable un nuevo combate.
Las condiciones desfavorables continuaron hasta el 14 de junio cuando la flota neerlandesa dio comienzo a la segunda batalla de Schooneveld, que se produjo mientras la flota anglo-francesa intentaba regresar a la costa inglesa. 
En agosto la flota anglo-francesa volvió a intentar la invasión marítima con una flota de noventa fragatas y barcos de línea bajo el mando del duque de York. De Ruyter con 75 navíos interceptó la flota y en la batalla de Texel (21 de agosto de 1673) volvió a repeler la invasión.

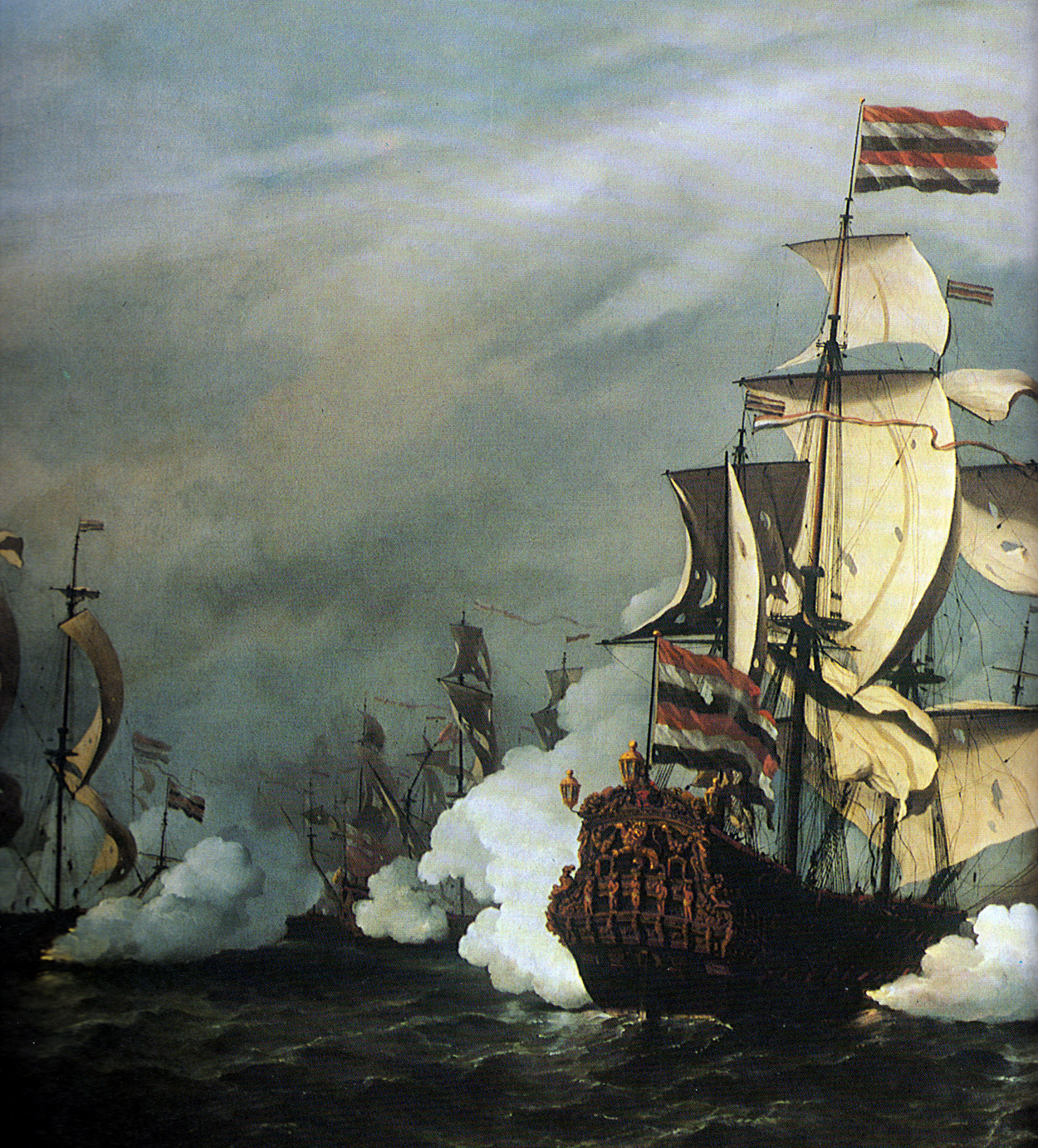
Batalla de Texel. Obra de Willem van de Velde el Joven.

Esta fue la última batalla de la tercera guerra anglo-neerlandesa. Carlos II de Inglaterra se vio obligado por la opinión pública a firmar la Segunda Paz de Westminster en febrero de 1674.

### Guerra franco-neerlandesa
A pesar del final de la guerra con Inglaterra, la guerra con Francia continuó. Como el Imperio español se unió a la guerra con las Provincias Unidas se decidió mandar una flota al Mediterráneo para apoyar a la flota española en la defensa de Sicilia contra una posible invasión francesa.
En diciembre de 1675 De Ruyter navegó hasta el Mediterráneo con quince fragatas y barcos de línea.
El 8 de enero de 1676, tras hacerse con el control de la flota hispano-neerlandesa de 19 fragatas y barcos de línea se enfrentó en Stromboli, una pequeña isla al norte de Sicilia, a la flota francesa de 20 barcos de línea comandada por el almirante Abraham Duquesne. Atacando a barlovento la flota francesa fue derrotada por Michiel de Ruyter en la batalla de Stromboli.

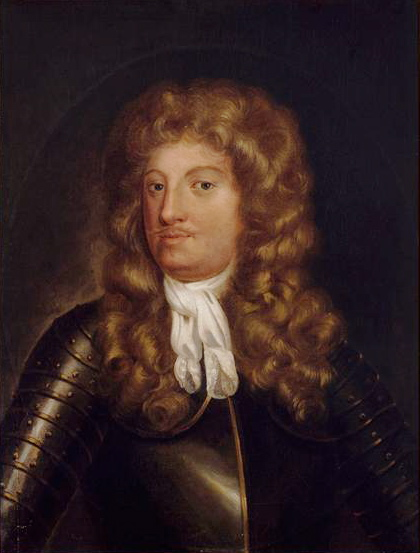
Abraham Duquesne. Obra de Antoine Graincourt.

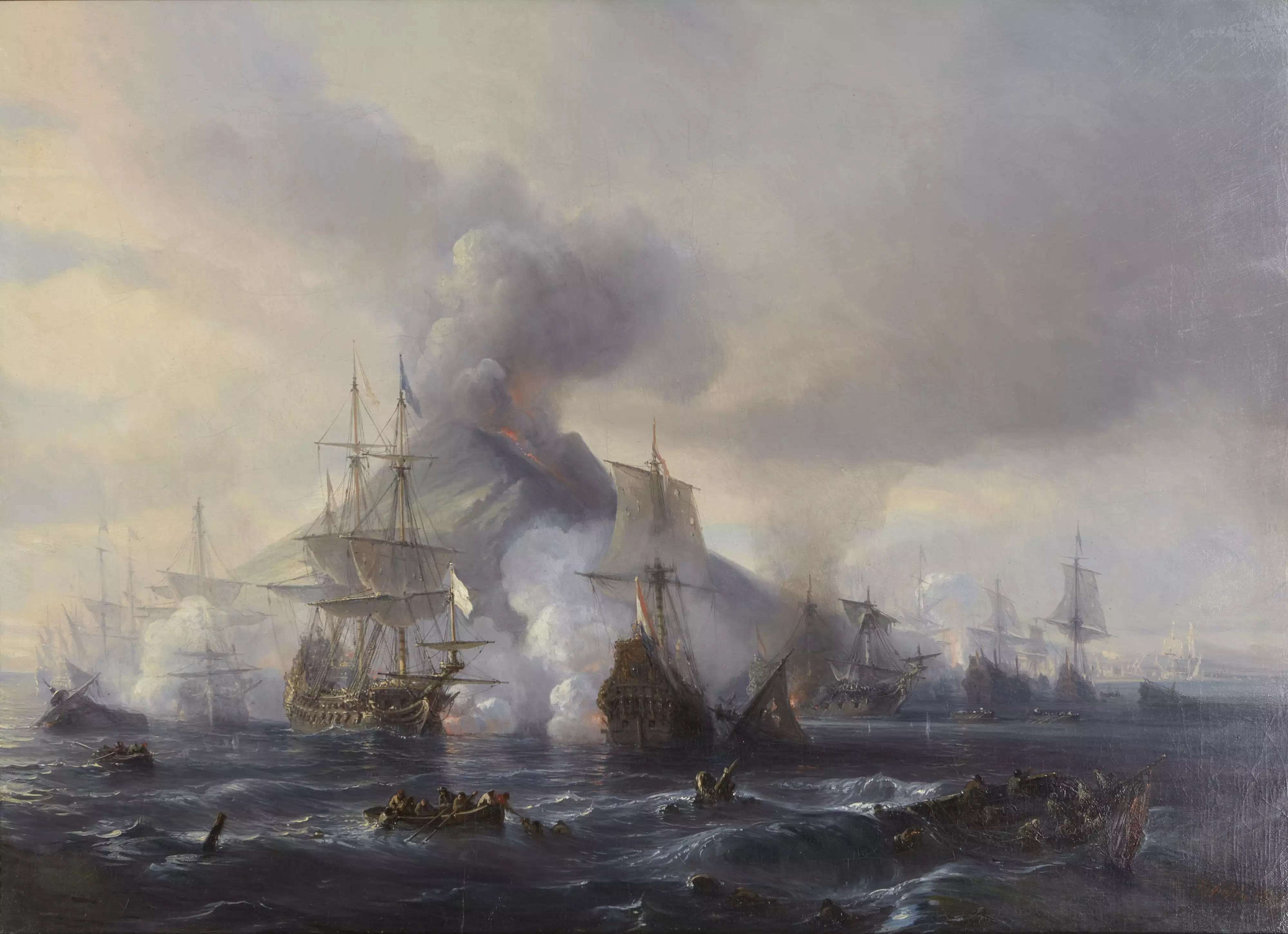
Batalla de Stromboli. Obra de Jean Antoine Gudin.

El 22 de abril de 1676 tuvo lugar el siguiente encuentro entre la flota hispano-neerlandesa y la francesa. El centro aliado estaba comandado por Francisco de la Cerda, Michiel de Ruyter se encontraba en la vanguardia y Jan de Haen en la retaguardia. De Ruyter pudo penetrar en la vanguardia francesa pero Francisco de la Cerda no apoyó convenientemente el ataque, por lo que el ala izquierda francesa envolvió la vanguardia que se encontró entre dos fuegos. La batalla de Agosta terminó inconclusa pero en su curso Michiel de Ruyter fue herido en su pierna, falleciendo días después a causa de la gangrena, el 29 de abril de 1676 en el puerto de Siracusa.

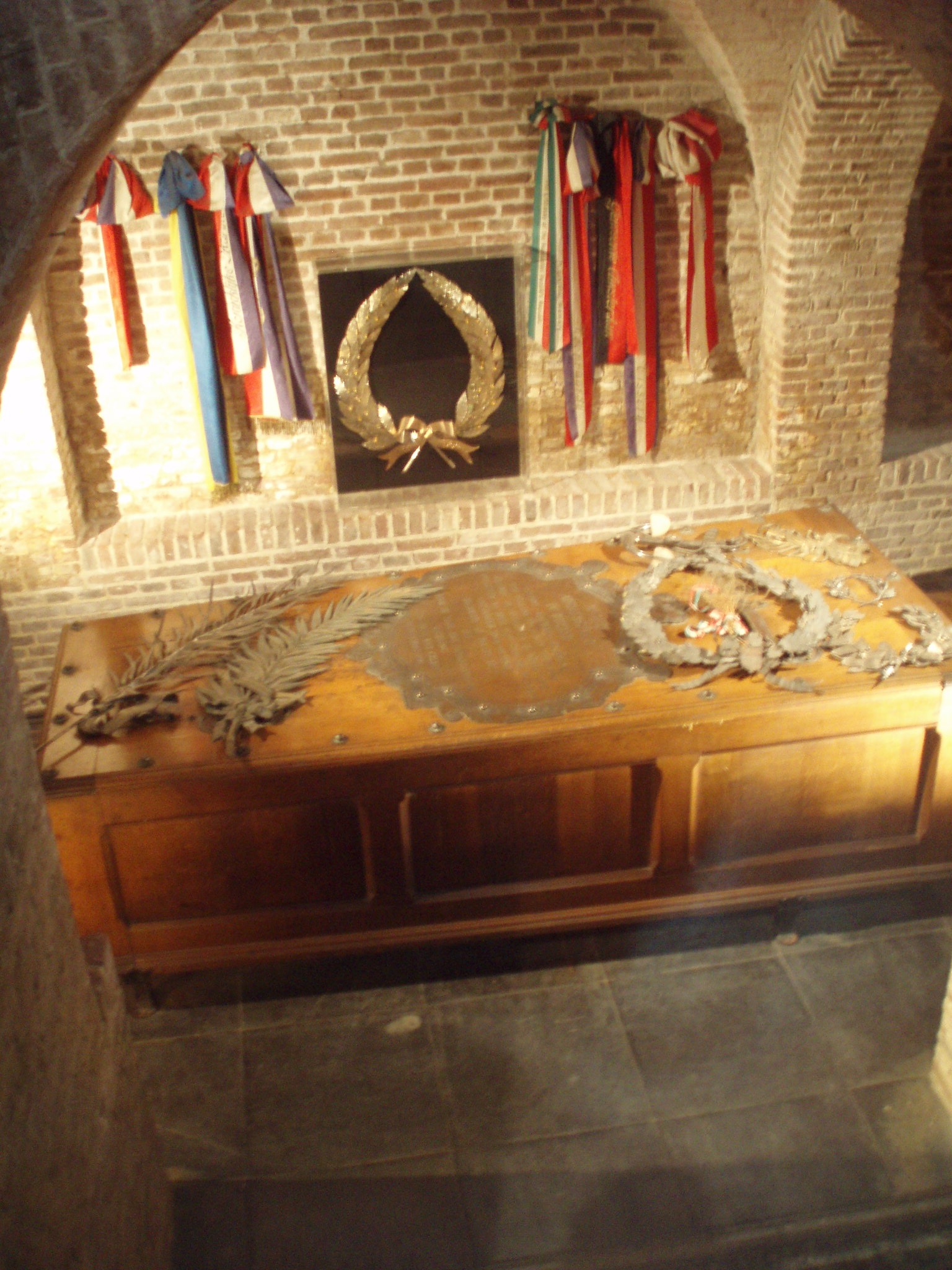
Sepulcro de Michiel de Ruyter en Nieuwe Kerk (Ámsterdam).

El cuerpo de Michiel de Ruyter fue trasladado a las Provincias Unidas. Luis XIV dio órdenes para que fuera saludado con salvas de artillería cada vez que el convoy que trasladaba su cuerpo pasara por puertos franceses. 
Michiel Andriaenszoon de Ruyter fue enterrado en Nieuwe Kerk, Ámsterdam el 18 de marzo de 1677.

## El“Arte de la Guerra”de Michiel de Ruyter
Michiel de Ruyter fue muy respetado por sus marineros y soldados, que utilizaron la expresión de cariño Bestevaer ("Abuelo") para hablar de él, tanto a causa de su desprecio por la jerarquía (él mismo era de origen humilde) como por su negativa a retractarse del riesgo y de las empresas audaces a pesar de su naturaleza, por lo general, prudente.
Durante sus años de experiencia en la marina mercante y como corsario adquirió una notable experiencia en la utilización del abordaje en la guerra naval pero en lo que realmente sobresalió, Michiel de Ruyter, fue en la adopción de las tácticas de maniobra en paralelo,  en línea y en romper la línea enemiga que habían sido esbozadas por Piet Heyn y Maarten Tromp.
Seis buques de la Real Armada de los Países Bajos han sido nombrados HNLMS De Ruyter y siete llevan el nombre de su buque insignia HNLMS De Zeven Provinciën